# Douglas XB-43 Jetmaster
Douglas XB-43 Jetmaster byl prototyp proudového bombardéru, který byl vyvinut z typu Douglas XB-42 Mixmaster. Z původního projektu XB-42 byl odstraněn pístový motor a byl nahrazen dvojicí proudových motorů General Electric J35 (17,8 kN). Jednalo se o první americký proudový bombardér. Letouny měly problémy se stabilitou a nakonec zůstalo jen u dvou prototypů a XB-43 nikdy nebyl sériově vyráběn.

## Vývoj

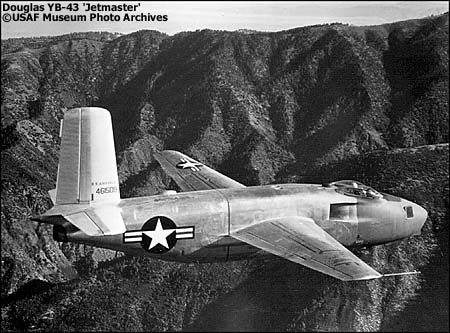
Druhý prototyp YB-43 (44-61509) v letu

Americké armádní letectvo začalo zvažovat vývoj proudových bombardérů od října 1943. V té době v továrně Douglas právě začínal vývoj nekonvenčně řešeného dvoumotorového bombardéru XB-42. Pístové motory tedy byly vyměněny za proudové, které byly umístěny v trupu, aby křídlo s laminárním profilem zůstalo aerodynamicky čisté. Konstrukce se zdála být výhodně řešena pro testy reaktivního pohonu. V březnu 1944 získal Douglas zakázku na stavbu dvou prototypů XB-43.
K přestavbě na první prototyp XB-43 byl použit trup XB-42, vyrobený pro statické testy. Pístové motory Allison V-1710 byly odstraněny a místo nich se v trupu objevila dvojice proudových motorů General Electric J35, ke kterým byl přiváděn vzduch dvěma vstupy před náběžnou hranou křídla. Letoun měl také přetlakovou kabinu. Odstranění vrtulí umožnilo místo nich nainstalovat dvě trysky motorů a jelikož už nehrozilo, že by se vrtule při startu dotkla země, mohl být spodní kýl odstraněn. Úbytek stability byl vyřešen zvětšením svislé ocasní plochy.
Douglas měl zájem o masovou výrobu B-43 z nichž první série měla čítat 50 kusů. Továrna byla připravována na výrobu až 200 kusů B-43 ve dvou variantách – bombardér s bombometčíkem v přídi letounu a útočný letoun, který neměl bombometčíka, ale v nose letounu by byla baterie 16 kusů 12,7 mm kulometů a pod křídlem by mohl nést až 36 neřízených raket. Nic z těchto plánů se ale nerealizovalo. Přízeň USAAF se přesouvala ke konkurenčnímu typu North American XB-45 Tornado, který sliboval ve všech ohledech lepší výkony. Design XB-43 měl být ještě příliš poplatný starému pístovému pohonu.

## Testy

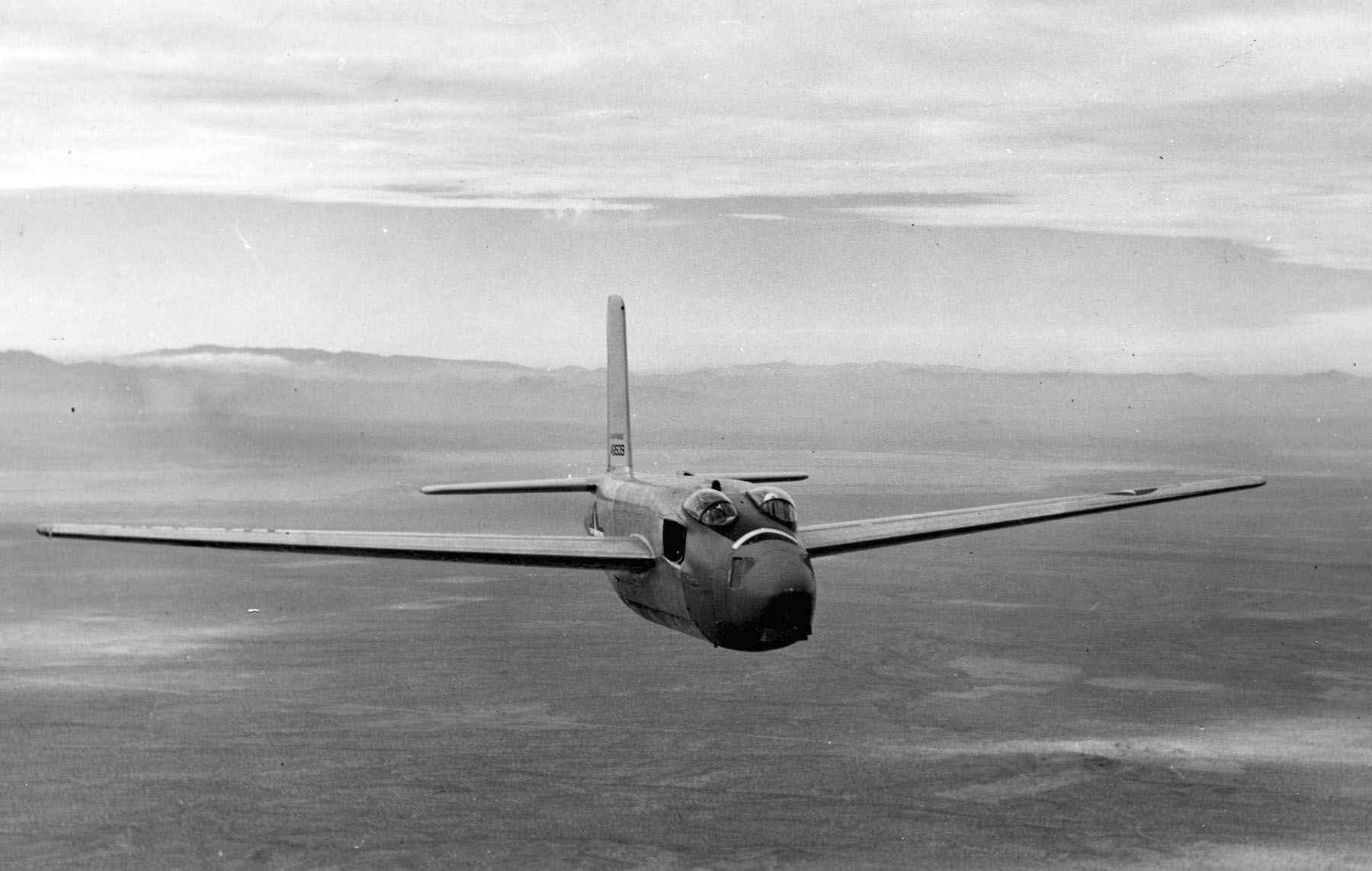
Jiný pohled na YB-43 za letu

Přestože se přestavba draku XB-42 považovala za rychlejší, než nová konstrukce, trvalo celé dva roky, než byl XB-43 připraven k prvnímu letu. Navíc konec války způsobil zpoždění vývoje nových typů a i firma General Electric měla skluz ve výrobě motorů J35. Když už byly nakonec dodány, namontovány do letounu a otestovány na zemi, dopadly jejich zkoušky katastrofálně. Lopatky kompresoru vybuchly a prolétly skrze plášť motoru, poškodily trup letounu a zranily jednoho mechanika. Oprava znamenala dalších sedm měsíců zpoždění. První americký proudový bombardér nakonec vzlétl až 17. května 1946 z kalifornské základny Muroc. Při prvním letu ho pilotoval Bob Brush, doprovázený leteckým mechanikem Russellem Thawem.
Přestože byl XB-43 vyvíjen v době překotného technologického pokroku, měl svůj vliv pro vývoj nové generace amerických bombardérů. Douglas dokončil druhý prototyp, označený YB-43, v květnu 1947 a v květnu 1948 ho také doručil na základnu Muroc. Motory J35 byly nahrazeny novějšími General Electric J47. Během testů byl v únoru 1951 poškozen první prototyp, který byl postupně kanibalizován pro udržení letuschopnosti druhého prototypu. Druhý prototyp nalétal 300 hodin zkušebních letů, než byl v roce 1953 vyřazen.
Bitevní varianta XB-43 měla být označena A-43, které ale nesouvisí s typem Curtiss XP-87 Blackhawk, jehož vývoj začal pod stejným označením.
Druhý prototyp YB-43 se dodnes zachoval v depozitáři Smithsonian's Paul Garber Facility, patřícímu k National Air and Space Museum ve Suitlandu v Marylandu.

## Specifikace

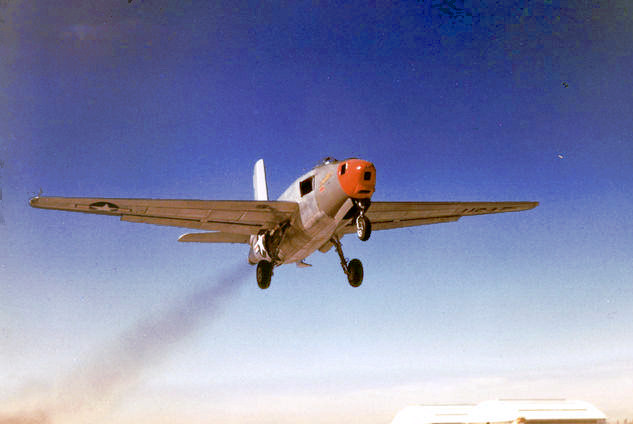
XB-43

Údaje dle

### Technické údaje
- Osádka: 3
- Rozpětí: 21,69 m
- Délka: 15,67 m
- Výška: 7,39 m
- Nosná plocha: 51,52 m²
- Plošné zatížení: 350 kg/m²
- Hmotnost prázdného letounu: 10 385 kg
- Vzletová hmotnost: 18 200 kg
- Pohonná jednotka: 2 × proudový motor General Electric J35-GE-3
  - Tah motoru: 16,67 kN

### Výkony
- Nejvyšší rychlost: 810 km/h
- Dostup: 11 650 m
- Stoupavost: 753 m/min
- Dolet: 1 770 km

### Výzbroj
- 2 × 12,7mm kulomet v dálkově ovládané zadní věži (jen projektováno, u typu A-43 16 kusů 12,7mm kulometů)
- 3630 kg pum (B-43)